# Leu Geu
Leu Geu is een bestuurslaag in het regentschap Aceh Besar van de provincie Atjeh, Indonesië. Leu Geu telt 318 inwoners (volkstelling 2010).